# Hello Neighbor
Hello Neighbor (Здравей, съседе) е сървайвал хорър стелт игра, разработена от руското студио Динамик Пикселс и публикувано от tinyBuild. Първоначално е издадена като публични алфи от 2016 до 2017 г. Напълно приложима става на 8 декември 2017 г. на Microsoft Windows и Xbox One, а по-късно на PlayStation 4, Nintendo Switch, iOS и Android на 26 юли 2018 г.
В играта играчите влизат в ролята на Ники Рот, който разследва своя страшен и мистериозен съсед на име Теодор Питърсън (наричан обикновено г-н Питърсън или Съседът). Целта им е успешно да се промъкнат в мазето на къщата на съседа, за да разкрият мрачна тайна, като същевременно избегнат да бъдат заловени от него. Изкуственият интелект на играта променя поведението на съседа въз основа на предишни действия на играча, като например поставя капани по пътищата, които играчът е следвал при предишен опит.
Въпреки че първоначалните алфа версии на Hello Neighbor бяха приети положително от феновете и критиците, крайният продукт получи предимно отрицателни отзиви. Критиците не одобриха геймплея, схемата за управление и техническото изпълнение, въпреки че някои похвалиха историята, мистериозните елементи и художествения стил. Въпреки негативния прием, играта дава началото на франчайз, който започва с предистория - Hello Neighbor: Hide and Seek, издадена през декември 2018 г. Два мултиплейър спин-офа, Secret Neighbor и Hello Engineer, са пуснати съответно през октомври 2019 г. и октомври 2021 г. Самостоятелно продължение, Hello Neighbor 2, се очаква да излезе през декември 2022 г.

## Сюжет
Дете, на име Ники Рот, гони топка по надолнище на улица, когато чува писъци, идващи от къщата на съседа, която принадлежи на Теодор Питърсън. Ники решава да разследва и става неволен свидетел на това как г-н Питърсън заключва някого в мазето си. Той се прокрадва в къщата, намира ключовете за мазето и влиза там. Открива, че то изглежда като импровизиран подземен затвор, но без затворник. По този начин г-н Питърсън го преследва и заключва в подземието. Във второ действие той се измъква от килията си и достига повърхността, откривайки, че г-н Питърсън е издигнал барикада около имота си, само и само да не избяга. Ники е принуден да реши няколко пъзела, за да си проправи път извън имота на г-н Питърсън. Веднага щом прескача барикадата, се връща вкъщи.
В първо и второ действие всеки път, когато Ники е заловен от Питърсън, преди да достигне целта си, сънува реалистични аспекти от миналото на съседа си. Това постепенно разяснява предисторията на г-н Питърсън, която предполага, че някога е бил семеен мъж. Неговата съпруга и дъщери биват убити в два отделни инцидента, вследствие на което става отшелник, и от скръб заключва сина си в мазето, за да го предпази от външния свят. Предисторията му също разкрива допълнителни подробности в книгата Здравей съседе: Липсващите части и играта Здравей съседе: Криеница.
Години по-късно Ники е изгонен от апартамента си и решава да се върне в стария си дом. Градът от детството му е претърпял нечестива съдба. Той намира къщата си в отчаяно положение, а тази на Питърсън е  купчина руини. Докато оглежда съборетината, Ники е пресрещнат от създание, приличащо на тъмна сянка, прибягва към къщата си, където намира стари снимки на себе си като дете. Има позвъняване и след като отговаря, вижда сянката пак. Мислейки, че е халюцинирал, той заспива като част от терапия. Събуден е от писъка на дете и открива, че къщата на Питърсън е на мястото си и по-невъобразима от всякога. Той се научава на сюрреалистични умения, които му помагат по-късно.
Евентуално той влиза в мазето вече по-пораснал. Когато Ники се опитва да се махне, той се озовава в ситуация, в която трябва да събори гигантски г-н Питърсън, за да се добере до изхода на гърба му. След като го прави, той трябва да предпази по-младото си аз от грамадни тъмни сенки, наречени „Нещото“. Всеки път щом Нещото атакува Ники, той расте до такава височина, до която размерът му ще позволи равнопоставена битка с Нещото. Забелязва, че по-младото Ники бяга отчаяно към прозореца, като че ли да потърси помощ, свива рамена и побягва с тъга. В стаята има доста по-малък вариант на Нещото. Г-н Питърсън е залостил вратата и поставил огромен стол, която играе ролята на страховете, които г-н Питърсън никога не е успявал да преодолее. Нещото стои вдясно от вратата, а зад него има друга врата със знак за изход над него.
От събитията в играта се подразбира, че по-голямата част от трето действие и финала е кошмар, случващ се в главата на Ники и че бягството му от къщата означава, че той най-накрая се примирява с отвличането си като дете от ръцете на г-н Питърсън. Никита Колесников (дизайнерът на играта) обаче потвърждава, че нищо в играта не е сън, за голямо объркване на феновете поради заспиването на Ники в началото в трето действие.

## Франчайз

### игри
През юли 2020 г. tinyBuild придобива екипа на разработчиците от Dynamic Pixels, за да създаде ново студио на име Eerie Guest Studios, и инвестира 15 милиона щатски долара в поредицата Hello Neighbor.

#### Hello Neighbor: Hide & Seek
Предистория на „Hello Neighbor", озаглавена „Hello Neighbor: Hide & Seek" Беше обявена по време на PAX West през август 2018 г. и пусната на 7 декември 2018 г. за същите платформи като оригиналната игра, включително и за системи, които не са на Microsoft. Действието се развива няколко години преди събитията в оригиналната игра, а в Hide & Seek се разглеждат събитията в живота на г-н Питърсън, които са го накарали да стане отшелник. Геймплеят е сходен с този на „Hello Neighbor", но вместо Ники играчът управлява дъщерята на г-н Питърсън - Mya, която играе на криеница с брат си Aaron (който заема мястото на съседа) в различни измислени сценарии. Историята се разказва чрез прекъсвания между нивата, които разкриват, че майката на децата загива в автомобилна катастрофа по време на събитията в играта. В скръбта си Аарон по-късно бута Мия от покрива на къщата, което води до нейната случайна смърт.

#### Secret Neighbor
Secret Neighbor, мултиплейър спин-оф на Hello Neighbor, беше обявен на 10 юни 2018 г. и пуснат на 24 октомври 2019 г. за Xbox и PC. Действието в него се развива между първите две действия на Hello Neighbor и проследява приятелите на Ники, които се опитват да го спасят от къщата на г-н Питърсън. Децата са представени от различни класове, всеки със своите уникални умения и способности, и трябва да съберат ключовете, необходими за отключване на вратата към мазето на къщата. Едно от децата обаче е маскираният г-н Питърсън и разполага с различни класови способности, които може да използва, за да обърка, измами, залови или по друг начин да попречи на децата да постигнат целта си.

#### Hello Engineer
Hello Engineer, мултиплейър игра за конструиране на машини, развиваща се във вселената на Hello Neighbor, беше обявена на 20 октомври 2020 г. Четири дни по-късно е пуснат трейлър за разкриване на геймплей. В Hello Engineer група играчи изследват отворен свят, базиран на изоставения увеселителен парк „Златната ябълка", и трябва да събират скрап, за да построят различни машини, като същевременно избягват опитите на г-н Питърсън да ги хване. Играта беше пусната за услугата за игри в облака Google Stadia на 26 октомври 2021 г.

#### Hello Neighbor Diaries
Hello Neighbor Diaries, мобилен спин-оф на първия Hello Neighbor, е пуснат в 11 региона на 22 юни 2022 г. като тестово издание и предстои да бъде пуснат в световен мащаб. Първоначално е пусната като Nicky's Diaries в мобилния порт на първата игра. Действието се развива в рамките на книжния франчайз, а младият Ники Рот трябва да сглоби загадките от детството си.

#### Hello Neighbor 2
По-късно се разкрива, че новата игра Hello Neighbor, първоначално озаглавена Hello Guest, е предварителната алфа версия на Hello Neighbor 2, а на 23 юли 2020 г. тя беше обявена за официално продължение на оригиналната игра. В същия ден е пусната и Алфа 1, а Алфа 1.5 излиза на 26 октомври 2020 г. е обявено, че продължението ще бъде налично за Microsoft Windows и Xbox Series X/S. На 10 декември 2021 г. е обявено, че на 7 април 2022 г. ще бъде пусната затворена бета версия, която ще бъде достъпна само за тези, които са направили предварителна поръчка на играта. На 10 февруари 2022 г. е обявено, че Hello Neighbor 2 ще излезе и за PlayStation 4 и 5. tinyBuild обявява, че пълната версия на играта се очаква да излезе на 6 декември 2022 г.